# فیلیپس ایدووو
فیلیپس ایدووو (انگلیسی: Phillips Idowu؛ زادهٔ ۳۰ دسامبر ۱۹۷۸) ورزشکار پرش سه‌گام اهل بریتانیا است.
وی در مسابقات کشوری و بین‌المللی در مجموع برندهٔ ۱ مدال طلا شده‌است.